# إرنست برينر
إرنست برينر (الألمانية السويسرية الموحدة: Ernst Brenner) هو محامي وسياسي سويسري، ولد في 9 ديسمبر 1856 في بازل في سويسرا، وتوفي في 11 مارس 1911 في منتون في فرنسا بسبب الأمراض الدماغية الوعائية. حزبياً، نشط في الحزب الديمقراطي الحر (سويسرا). وقد انتخب رئيس المجلس الوطني السويسري ‏ وانتخب عضو المجلس الوطني السويسري وانتخب عضو المجلس الفيدرالي السويسري.